# Ch'Ultic
Ch'Ultic är en ort i Mexiko.   Den ligger i kommunen Chamula och delstaten Chiapas, i den sydöstra delen av landet, 700 km öster om huvudstaden Mexico City. Ch'Ultic ligger 1 571 meter över havet och antalet invånare är 264.
Terrängen runt Ch'Ultic är huvudsakligen lite bergig. Ch'Ultic ligger nere i en dal. Runt Ch'Ultic är det ganska tätbefolkat, med 134 invånare per kvadratkilometer. Närmaste större samhälle är San Cristóbal de las Casas, 15,8 km söder om Ch'Ultic. Omgivningarna runt Ch'Ultic är en mosaik av jordbruksmark och naturlig växtlighet.